# Kiril Džajkovski
Kiril Džajkovski (macedònic: Кирил Џајковски) – sovint acreditat simplement com a Kiril – és un compositor macedoni de música electrònica reconegut internacionalment. És un dels artistes electrònics més respectats de l'Europa de l'Est i un dels productors pioners a introduir els sons ètnics dels Balcans a la producció de música electrònica moderna. Kiril també és un gran compositor de música de cinema i teatre.

## Biografia
Va començar la seva carrera musical formant Bastion, una de les primeres bandes d'electrònica dels Balcans. Posteriorment, va passar a tocar amb una de les bandes macedònies més famoses Leb i sol, enregistrant dos àlbums i fent nombroses gires pels Balcans i Europa.
Mentre vivia a Austràlia va continuar els seus experiments musicals combinant la música ètnica macedònia i l'electrònica, la qual cosa va portar al seu primer llançament en solitari, Synthetic Theatre, un EP rebut extremadament bé per les emissores de ràdio independents australianes.
Seguidament va ser el seu primer àlbum en solitari, 'Homebound', publicat pel segell nord-americà Tone Casualties, que va continuar el concepte de barrejar instrumentació ètnica macedònia i electronica. Va rebre excel·lents crítiques de la crítica de tot el món, com ara als Estats Units, el Canadà, el Regne Unit, Espanya i el Japó.
Això va ser seguit per una sèrie de senzills i EP publicats a Filter Label com: Jungle Shadow, Lion's Den, Reminder, Music Man, Red Safari, Spin Off i Hell of a Road.
La música electrònica de Kiril es va presentar en directe a alguns dels festivals de música més grans d'Europa com Pohoda, Cruilla, Pol'and'Rock Festival, Exit Festival, Alrumbo, Fusion Festival, Rock for People, Sziget, Rototom Sunsplash, Les Vieilles Charrues, Au Foin De La Rue, Les Z'éclectiques, i molts altres. En les seves actuacions en directe incorpora instruments en directe i diversos vocalistes i col·laboradors convidats, entre els quals destaquen: TK Wonder, MC Wasp, Ghetto Priest, Lion D, Roosman I.

## Música de cinema i teatre
Kiril és un dels compositors de música de cinema i teatre més aclamats de la regió. Va treballar amb el director nominat a l'Oscar Milcho Manchevski i també va compondre la partitura musical de les seves pel·lícules: Dust i Vrba. com a música addicional per a la seva pel·lícula Senki. També va compondre la música de la pel·lícula de Darko Mitrevski Bal-Kan-Kan, la pel·lícula macedònia més taquillera fins ara. Mitrevski i Džajkovski també han col·laborat a la pel·lícula Treto poluvreme.
Algunes de les composicions de Džajkovski van ser presentades a la minisèrie australiana, aclamada per la crítica, Underbelly.
Kiril Džajkovski ha compost la música de la pel·lícula d'Ivo Trajkov Golemata voda (Premi a la Millor Música a la XXVI edició de la Mostra de València) i de la seva última col·laboració a la pel·lícula eslovaca Piargy.
A més, té una carrera reeixida com a compositor de música de teatre treballant principalment amb l'aclamat director de teatre i cinema Aleksandar Popovski en més de 20 projectes teatrals estrenats a diferents teatres de prestigi als Balcans i Europa, a més de compondre la banda sonora de la seva pel·lícula ". Balkan Is Not Dead.
El seu treball com a compositor va ser presentat en diverses produccions de ballet modern, com ara: 'La Capinera' (Premi Especial de Música Purgatorije Mediterranean Festival, Montenegro) a Belgrad, '14 hores' a Skopje, '5 a 12' a Split, 'Het Barre'. Land' a Amsterdam.

## Discografia

### Discografia
- Piargy - OST - Filter Label
- Balkan Is Not Dead - OST - Filter Label
- The Great Water - OST - Filter Label
- Dust - OST - Filter Label
- Homebound - Djaikovski - Filter Label
- Remixed - Djaikovski - Filter Label
- Djaikovski EP - KDZ Music
- Recorded Supplement -Aparatchicks - AG RECORDS
- Bal-Can-Can - OST- AG Records
- Works & Re-works-Bastion- AG Records/
- La Capinera-OST- AG Records
- Synthetic Theatre - Kiril - AG RECORDS
- Razorbrain - Razorbrain - EMI AUSTRALIA
- Bastion - Bastion - PGP RTB

### Música de pel·lícules
- Piargy- dir. Ivo Trajkov
- Vrba- dir. Milcho Manchevski
- Balkan Is Not Dead - dir. Aleksandar Popovski
- Treto poluvreme - dir. Darko Mitrevski
- As If I Am Not There- dir. Juanita Wilson
- Shadows- dir. Milcho Manchevski
- Bal-Kan-Kan- dir. Darko Mitrevski
- Golemata voda- dir. Ivo Trajkov
- Dust- dir. Milcho Manchevski
- Absence (curtmetratge)- dir. Vanja Dimitrova
- The Contract (curtmetratge)- dir. Anna Zaytseva
- Leonardo (sèrie animada)- dir. Boro Pejcinov
- Northern Mistake- dir. Boris Damovski
- Marika on an Airplane- dir. Boris Damovski
- Tough Granny (curtmetratge)- dir. Milcho Manchevski

### Música per teatre
- Heroines- MGL, Eslovènia
- 5 to 12- HNK, Croàcia
- Hamlet- JDP, Sèrbia
- Dangerous Liaisons- Harbiye Muhsin Ertuğrul Sahnesi Theatre, Turquia
- 14 Hours- NOB, Macedònia
- Candide or Optimism- JDP, Sèrbia
- A Midsummer Night's Dream- Gavella, Croàcia
- La Capinera- Terazije Theater, Sèrbia
- Incident in the Town of Goga- SLG Celje, Eslovènia
- New Friends- NTNG, Grècia
- For Now, Nowhere- SNG Ljubljana, Eslovènia
- Alisa- Atelje 212, Sèrbia
- Tempest- Turkish Drama, Macedònia
- Three Sisters- NTB, Macedònia
- Cherry Orchard- SNP, Sèrbia
- Danton's Death- CSS Teatro Stabile, Italy
- Dracula- SNG Maribor, Eslovènia
- Balkan Is Not Dead- MNT, Macedònia
- Proud Flesh- Dramski Teatar, Macedònia
- Roberto Zucco- Atelje 212, Sèrbia
- Powder Keg- Kerempuh, Croàcia

### Música per documentals
- In the Line of Fire - dir. Marion Crooke
- Koorie Culture/Koori Control - dir. Russel Porter
- The Gulf Between - dir. Monique Schwartz
- Guns and Roses - dir. Carole Sklan (Australian Film Institute Award for Best Documentary)

### Senzills
- Red Safari - ft. Lion D
- Music Man - ft. Lion D
- Reminder - ft. Lion D
- Spin Off - ft. MC Wasp
- Hell Of A Road - ft. TK Wonder
- Lion's Den - ft. MC Wasp and Ghetto Priest
- Raise Up Your Hand - ft. Ras Tweed i Esma
- Jungle Shadow – ft. MC Wasp
- Baba Zumbula - ft. Vlada Divljan
- Primitive Science

### Compilacions
- Balkan Beats 3- Eastblok, Berlin
- Balkan Beats 2- Eastblok, Berlin
- Melbourne Yard- PBS FM, Melbourne
- Ali B Presents Y4K- Distinctive Records, London
- Musique & Cinema du Monde- Nada/ MK2 Music, Paris
- Euro Lounge- Putumayo, New York
- Together- Barramundi 4- Pschent Music, Paris
- Taking Care of Business- 10 Kilo, London
- Ritmistika- Third Ear Music, Skopje
- High On House - New York to Melbourne- Odessa Mama Records, Melbourne
- Dynamik- Vital Song, Paris
- Pathaans Small World- Stoned Asia, London
- Max Trax 2002- Tone Casualties, Los Angeles
- mACIDonia 2000- PMG Recordings, Skopje
- Fathom -Antipodian Beats- Angel's Trumpet, Melbourne